# きらめき☆プロジェクト
『きらめき☆プロジェクト』は、スタジオ・ファンタジアに制作され、バンダイビジュアルから2005年に発売された日本のOVA作品。全5巻。
地中海にある小国を舞台に、3DCGで描かれた ドールのような 美少女型巨大ロボットと、1960年代的なレトロ調のロボット の戦いが描かれる。美少女やロボットといった点が目立つが、裏のテーマとして「オヤジ」という点があり、サラリーマンの職人気質なひたむきさや、長期出張による辛い家庭事情 が描かれている。作品としては、細かい設定などを気にせずに楽しめるものであることが目指されている。

## ストーリー
日本企業のジャパン・スーパー・ゼネラル・インダストリー社は、自社の技術力を世に広めるため、巨大ロボット「ビッグマイティ」による各国のロボットの撃破と技術収集を行っていた。ビッグマイティの操縦者でもある製作チームは、高度な技術力を持つ小国「ジュネス王国」を次の目標とする。ジュネス王国には、他人に心を開かない少女カナ製作の巨大ロボット「ファンシーロボ」が存在した。ビッグマイティの襲来に対し、カナの姉クローネはファンシーロボの出撃をカナに要請する。カナはファンシーロボが傷つくことを嫌って要請を拒否するが、ビッグマイティに捕まった妹ネネを助けるため了承する。出撃したファンシーロボはビッグマイティを返り討ちにする。
戦いの後、ファンシーロボは同じくカナ製作のロボット「リンクル」によって「ジュネりん」と名付けられる。一方、ビッグマイティ製作チームの上司・島田耕作は、社の重役たちにビッグマイティの敗北を見せ付けてしまったことで怒り、製作チームに再出撃を追加予算なしで命令する。予算のほとんどない中で製作チームはビッグマイティを修復、再出撃するが、再度ジュネりんに敗北する。チームのリーダーである大矢仁はビッグマイティの新たな武装を使うことでジュネりんの足止めをし、チームメンバーを逃がす。大矢はカナに助けられ、2人はロボットに関する話題を語り合う。
度重なるビッグマイティの失敗に業を煮やした島田は、自ら巨大ロボット「ザ・パーフェクト」で出撃する。ザ・パーフェクトの攻撃によりジュネりんは破壊されそうになるが、ザ・パーフェクトは出力を上げ過ぎたことから爆発寸前になる。そこに現れたビッグマイティがザ・パーフェクトを抱え込み上昇し、ともに爆発するが、後にカナの携帯電話に大矢から脱出を知らせるメールが届く。カナとジュネりんは無事に帰還し、国民たちから歓声を受ける。

## 登場キャラクター
カナ
声 - 門脇舞
主人公。ジュネス王国女王の次女。14歳。リンクルとジュネりんの製作者。天才科学者だが、人付き合いを苦手とする。自分の作ったロボットが傷を負わされると怒り出す。大矢とロボットに関する話に花を咲かせ、意気投合する。
クローネ
声 - 大原さやか
ジュネス王国女王の長女でジュネス軍の司令官。18歳。妹たちを気にかけており、特にカナに対しては母親のような役割も果たしている。
ネネ
声 - 豊口めぐみ
12歳ながら100センチメートル以上 のバストを誇る、ジュネス王国女王の三女。何かあると最初に首を突っ込むが、危なくなると姉2人に泣きつく。
リンクル
声 - 金田朋子
カナが作り上げた少女型ロボット。戦闘機・地底戦車・車などに科学的根拠を無視して変形する。
大矢仁（おおや）
声 - 一条和矢
もう1人の主役。ビッグマイティ製作チームのリーダー。妻の華子（はなこ、声 - 根谷美智子）との間に桃子（ももこ、声 - 釘宮理恵）という一人娘がいる。カナと知り合いシンパシーを感じ、彼女のために協力する。
本田大介（ほんだ）、松下裕暁（まつした）、中島晋作（なかじま）
声 - 飯島肇、塩屋浩三、小形満
ビッグマイティ製作チーム。
島田耕作（しまだ）
声 - 立木文彦
ゼネラル・インダストリー社のロボット開発事業部長 で、大矢たち直属の上司。

## 登場メカ
ジュネりん（旧名称・ファンシーロボ）
カナが作り上げた女の子のお人形さん風ロボット。身長約45メートル。体術に優れており、機動速度はビッグマイティの約8倍。腕に下げているバッグはそれ自体が強力な武器であり、フリル型カッターに変形する手鏡や口紅型ミサイルなどを収納している。人語を発する機能は持たないが自立した意志を持ち、メールによって会話が可能。
コンセプトは「ウケ狙い」で、女性型ロボットは沢山あるものの人形型は珍しいことから、他作品で使われる前に本作品で採用したという。当初の構想では学ランを着た不良のようなロボットだったが、同時期にバンダイビジュアルから発売されていたアニメとイメージが被ったため没となった。
ハイパージュネりん
カナが乗り込んだリンクルが「リンクルクラウン」に変形しジュネりんに合体することで、カナとジュネりんが一心同体となった姿。カナの操縦によりスペック以上の力が発揮される。ドレスの色も白に変化するが、その原理・効果は不明。

ビッグマイティ
ゼネラル・インダストリー社が、自社の技術をアピールするため製作したロボット。身長約50メートル。格闘戦を得意とする。
コンセプトは監督の西島克彦が見ていた『マジンガーZ』、『ゲッターロボ』、『超電磁ロボ コン・バトラーV』といった、東映アニメーションの巨大ロボットをストレートに出している。メカニックデザインの清水雅治は、『マジンガーZ』よりさらに前の作品である『ジャイアントロボ』や『鉄人28号』などのイメージであると言う。
ザ・パーフェクト
ビッグマイティを元に作り上げられた戦闘ロボット。パイロットは島田耕作とその秘書（声 - 鈴木菜穂子）だが、操縦は秘書が担当し、島田は必殺技「サンダーストリーム」の発射レバーだけを担当する。
「ティーゲル」シリーズ
ドイツのロボット。劇中では背中に剣を装備したティーゲル1号、飛行能力を持つティーゲル2号、両腕がキャノンになっているティーゲル3号が登場。
「今風」なロボットとしてデザインされており、それがレトロでコミカルなロボットに倒されるというパロディとなっている。

## 製作
| 原作 アニメーション制作         | スタジオ・ファンタジア                                   |
| 監督                            | 西島克彦                                                 |
| シリーズ構成                    | 山口宏                                                   |
| キャラクターデザイン 総作画監督 | 菊地洋子                                                 |
| 3Dメカニックデザイン            | 清水雅治 海老川兼武（「ティーゲル」シリーズ）            |
| スーパーバイザー                | もりたけし                                               |
| 3DCGディレクター                | 松浦裕暁                                                 |
| 美術設定                        | 宮本崇                                                   |
| 美術監督                        | 陣西峰、尚友軍（第1巻 - 第3巻・第5巻） 南郷洋一（第4巻） |
| 色彩設定                        | 関香織                                                   |
| 撮影監督                        | 五関寿                                                   |
| 編集                            | 後藤争司                                                 |
| 音響監督                        | 亀山俊樹                                                 |
| 音楽                            | 亀山耕一郎                                               |
| プロデューサー                  | 杉山潔、一色緑                                           |
| 製作                            | バンダイビジュアル                                       |

アニメ『ストラトス・フォー』の特典映像製作時、「オヤジたちがすべてを犠牲にして何かを作っていく」様を『プロジェクトX』のように作ってはどうか、という話から『プロジェクトZ』という企画が始まる。また、プロデューサーの飯塚智久がバンダイビジュアルの杉山潔に、西島克彦を監督として「おバカ」な作品を作りたいと声をかけられたことも企画のきっかけとなっている。前述の特典映像に登場する3Dロボット「MSビーナス」が内輪で受けたことから3Dのロボット物を製作することとなり、スタジオ・ファンタジアとしては女の子が主役でなければ、などの考えから企画書が纏められる。タイトルを変えたいという監督の希望を受け、脚本家山口宏の提案により『きらめき』というタイトルとなる。
スタジオ・ファンタジアの過去作である『AIKa』や『ナジカ電撃作戦』とは異なる雰囲気の作品であることから、飯塚が色々とアンテナを張っていたところ、山口宏が見つかり、構成・脚本を任せられる。そして、その仲介をおこなったもりたけしがスーパーバイザーとしてそのまま起用される。キャラクターデザインは、『君が望む永遠』からスタジオ・ファンタジアに復帰していた菊地洋子が起用された。
企画当初の主役はオヤジたちであり、ビッグマイティのデザインを固めてからキャラクターの設定やストーリーを作っていったが、後に主役の3人娘VS父親たちという形に変更。家族に虐げられてきたオヤジたちが巨大ロボットで娘に挑むという父親復権をテーマとしたような内容となる。その後主役ロボットが人形になったことで娘とオヤジの関係に距離が置かれ、設定が作り込まれていった。もりが関わったことで「オヤジ濃度」が高くなっていったため、それを引き戻していったのが最終的な形となる。もりはオヤジたちの熱い部分や悲哀のアイデアを多数考えたというが、あまりオヤジを全面に出すと作品として成立しなくなるため、このアイデアは本編には3分の1程度しか残っていないという。

## 主題歌
オープニングテーマ「キミノハートニコイシテル」
作詞 - 岩里祐穂 / 作曲・編曲 - 亀山耕一郎 / 歌 - 小枝
エンディングテーマ「SETSUNASA コミュニケーション」
作詞 - 岩里祐穂 / 作曲 - ムラマツテツヤ / 編曲 - 渡部チェル / 歌 - 小枝

## 各巻リスト
| 巻数 | サブタイトル                            | 脚本   | 絵コンテ   | 演出     | 作画監督 | 発売日         |
| ---- | --------------------------------------- | ------ | ---------- | -------- | -------- | -------------- |
| 1    | きらめきの眼差し、あの娘の名は…（前編） | 山口宏 | 豊増隆寛   | 喜多幡徹 | 菊地洋子 | 2005年 6月24日 |
| 2    | きらめきの眼差し、あの娘の名は…（後編） | 山口宏 | 豊増隆寛   | 吉村章   | 竹森由加 | 8月26日        |
| 3    | それぞれのきらめき。新たなる船出。      | 山口宏 | もりたけし | 喜多幡徹 | 藤澤俊幸 | 10月28日       |
| 4    | オヤジと少女。きらめきの接近遭遇。      | 山口宏 | 坂田純一   | 坂田純一 | 中本尚子 | 12月23日       |
| 5    | きらめけ！ 魂（ココロ）の一番星。       | 山口宏 | 豊増隆寛   | 喜多幡徹 | 菊地洋子 | 2006年 2月24日 |

## 評価
『アニメージュ』掲載のクロスレビューでは、第1話に対しては5人のレビュアーがそれぞれ4,2,4,3,4点を付け、平均得点は3点となった（5点満点）。総評では、厳しい意見もあるものの、レビュアーごとに見どころの異なる多様な魅力を持つ作品と評された。第3話に対しては4,2,3,3,5点が付けられ、平均得点は3点となった。総評ではオヤジたちに人気が集まったが、視点が散漫なことに苦言があるとされた。第5話に対しては4人が5点、1人が1点を付け、平均得点は4点となった。1点を付けたレビュアーは伏線のない行き当たりばったりな敵味方の交流など、他人に見せるという視点のない内輪向けの作品と断じたが、他の4人は島田役の立木文彦の演技、ザ・パーフェクトに挑むボロボロのビッグマイティというシチュエーションの熱さ、オヤジたちの格好良さなどに好意的な評価を与えている。
『愛と戦いのロボット 完全保存版』では、『ARIEL』や『トップをねらえ!』といった作品により「ロボットのパイロット＝美少女」という図式がアニメファン間に定着し、現在（2006年）の美少女ロボットものの全盛時代を迎える、という旨の前置きをした上で、『きらめき☆プロジェクト』をそのような現代美少女ロボットものの代表として挙げ、精密なCGで描かれたロボットの戦闘シーンやギャグ、3姉妹の魅力を評価している。
Anime News Networkでは、第3話までについて、おバカな楽しさや3Dロボットのアニメーションを評価しているが、パロディとドラマのバランスが不確かであることや、英語の吹き替えがないことを不満としている。第4話以降は、吹き替えがないことを変わらず不満としているが、ロボットのアニメーションは引き続き高評価し、コメディとドラマがよく混ざっているとしている。
|                    | Overall (dub) | Overall (sub) | Story | Animation | Art | Music |
| 第1巻（第1 - 3話） | n/a           | B             | B     | A-        | B+  | B-    |
| 第2巻（第4・5話）  | -             | A-            | A-    | A-        | A-  | B     |

日本におけるDVDの売り上げは、オリコンチャートでは第2巻限定版が287位、第3巻限定版が210位 となっている。

## 関連商品
きらめき☆プロジェクト オリジナルサウンドトラック
2005年8月24日発売。
漫画
『コミックキラリティー』Vol.1（2005年8月、学習研究社）に掲載。作画は栗原一実。内容はカナと日本からの留学生の交流を描いたオリジナルストーリー。誌上では連載作品とされているが1話のみの発表で終わっている。栗原の公式サイトでは読み切り作品としている。
小説
『メガミマガジン』2005年8月号 (Vol.63)から11月号 (Vol.66)まで全2話（全4回）が掲載。著者は山口宏、挿絵は栗原一実。内容は第1話（第1・2回）がOVAでネネが着用するパワードスーツ「ハイパーウェア」や製作中のジュネりんに関する話、第2話（第3・4回）が3姉妹とリンクルの海岸での息抜きと、リンクル完成時の回想の話である。
きらめき☆プロジェクト 応援プロジェクト
『メガミマガジン』2005年8月号 (Vol.63) から2006年3月号 (Vol.70) まで連載。スタッフのコメントや設定資料、読者から送られたイラストなどを掲載している。